# Estadio Mandalarthiri
El Estadio Mandalarthiri es un estadio de usos múltiples, ubicado en la ciudad de Mandalay, Birmania. El estadio fue inaugurado en 2013 y posee una capacidad para 30.000 asientos.
El Estadio Mandalarthiri fue construido a semejanza y utilizando el mismo diseño y especificaciones que el Estadio Wunna Theikdi y el Estadio Zayarthiri ambos en la ciudad de Naypyidaw, los tres recintos fueron utilizados en los Juegos del Sudeste Asiático 2013.